# Zdravko Zemunović
Zdravko Zemunović (serbisch-kyrillisch Здравко Земуновић; * 26. März 1954) ist ein ehemaliger serbischer Fußballspieler und -trainer.

## Karriere
Zemunović begann seine Karriere 1969 bei FK Teleoptik und spielte unter anderem auch bei FK Čukarički und FK BSK Batajnica. 1986 beendete er seine Karriere als Fußballspieler.
1988 wurde Zemunović bei FK BSK Batajnica als Trainer eingestellt. Von 1990 bis 1994 war er außerdem noch bei den Vereinen FK Teleoptik und FK Voždovac unter Vertrag. Im Dezember 2000 wurde Zemunović beim japanischen Erstligisten Shimizu S-Pulse als Trainer eingestellt. 2000 erreichte er das Finale des Kaiserpokal. 2001 gewann er mit dem Verein den Kaiserpokal. 2004 wechselte er zum serbischen Erstligisten FK Rad Belgrad. Von 2016 bis 2021 war er außerdem noch beim japanischen Vereinen Vonds Ichihara, FC Gifu und Kamatamare Sanuki unter Vertrag. 

## Erfolge
Shimizu S-Pulse
- Japanischer Pokalsieger: 2001